# Xiangjiang Fortune Finance Center
Xiangjiang Fortune Finance Center («Сянцзян Форчун Файнэнс Сентр», также известен как Xiangjiang FFC, Binjiang IFC, Changsha Financial District Towers и Landmark Towers) — многофункциональный комплекс небоскрёбов, расположенный в деловом центре китайского города Чанша (район Юэлу, торговая улица Сяосян-Норт-роуд). Построен в 2020 году, по состоянию на 2022 год башня № 1 являлась третьим по высоте зданием города, 64-м по высоте зданием страны, 74-м — Азии и 118-м — мира. Архитектором комплекса выступила австралийская фирма Woods Bagot, застройщиком — China State Construction Fifth Engineering, владельцем является компания Changsha Pilot Investment Holdings.
Комплекс переходами связан со станцией метро. Зелёное общественное пространство с ландшафтным парком открывает выход к набережной и реке Сянцзян. В одной из башен расположен пятизвёздочный отель JW Marriott, в другой — элитные жилые апартаменты The Ascott. На вершине офисной башни № 1 размещается вертолётная площадка.

## Структура
- 65-этажная офисная башня № 1 (327 м) построена в 2020 году[7][8][9].
- 52-этажная офисно-гостиничная башня № 2 (262 м) построена в 2020 году[10][11][12].
- 35-этажная офисная башня № 3 (149 м) построена в 2018 году[13].
- 38-этажная жилая башня № 4 (156 м) построена в 2018 году[14].
- В подиуме расположены многоуровневый торговый центр и выставочные залы[2].